# Elena Bromund
Elena Bromund (* 1969 in Frankfurt am Main) ist eine deutsche Filmeditorin. In manchen Filmcredits erscheint sie unter ihrem Ehenamen Elena Lustig, oder als Elena Bromund Lustig.

## Leben
Elena Bromund wurde ab Anfang der 1990er Jahre als Editorin im Werbefilm tätig. Ab 1999 folgten Schnittaufträge für Spielfilme. Für die Montage von Alles auf Zucker! wurde sie 2005 für den Deutschen Filmpreis, den Deutschen Kamerapreis und den Schnitt-Preis des Festivals Filmplus nominiert.
Elena Bromund ist Mitglied der Deutschen Filmakademie und im Bundesverband Filmschnitt Editor e.V. (BFS). Sie ist mit dem Kameramann Franz Lustig verheiratet.

## Filmografie (Auswahl)
- 2002: Väter
- 2003: Liegen lernen
- 2004: Alles auf Zucker!
- 2005: Das Ende der Unschuld
- 2006: Tatort: Pechmarie (TV-Reihe)
- 2007: Dance For All (Dokumentarfilm)
- 2010: Das Leben ist zu lang
- 2011: Fenster zum Sommer
- 2017: Der Kriminalist (TV-Serie, 5 Folgen)
- 2018: Tatort: Wer jetzt allein ist (TV-Reihe)